# 高川原村
高川原村（たかがわらそん）は、徳島県にあった村である。1955年3月31日、合併して名西郡石井町となり消滅した。

## 地理
- 川：飯尾川

### 隣接していた自治体
- 名西郡 藍畑村、高原村、石井町
- 名東郡 国府町（現徳島市）

## 歴史
- 1889年10月1日 - 町村制施行に伴い、名西郡高川原村、南島村、天神村、加茂野村、市楽村、桜間村が合併し、高川原村が成立。
- 1955年3月31日 - （旧）石井町、藍畑村、浦庄村、高原村と合併して石井町となり消滅。

## 交通

### 道路
国道
- 国道192号

都道府県道
- 徳島県道30号徳島鴨島線
- 徳島県道230号第十白鳥線
- 徳島県道232号平島国府線

## 名所・旧跡・観光スポット・祭事・催事
- いしいドーム（飯尾川公園）